# Благден, Джордж
Джо́рдж Пол Бла́гден (англ. George Paul Blagden, род. 28 декабря 1989, Лондон) — британский актёр. Наиболее известен по ролям англосаксонского монаха Этельстана в историческом телесериале «Викинги» и Грантера в фильме «Отверженные», Людовика XIV в историческом телесериале «Версаль».

## Биография
Благден начал петь в возрасте 13 лет, выступая в различных хорах и собственной рок-группе. Он учился в школе Аундла по стипендии за актёрское мастерство и появился в школьном театре в таких ролях, как Пекарь в мюзикле «В лес» (англ. Into the Woods) и Марк в «Искусстве» (англ. 'Art'). Также в Аундле Благден стал членом Национального молодёжного театра (англ.  National Youth Theatre) и был выбран в качестве одного из четырёх студентов для участия в мастер-классе сэра Иэна Маккеллена. После окончания школы он обучался актёрскому мастерству в Гилдхоллской школе музыки и театра (англ. Guildhall School of Music and Drama), которую окончил в 2011 году.

## Личная жизнь
В сентябре 2019 года женился на британской актрисе Лоре Питт-Палфорд. Их сын Арло Питер родился в октябре 2020 года.

## Фильмография
| Год       |     | Русское название              | Оригинальное название      | Роль         |
| --------- | --- | ----------------------------- | -------------------------- | ------------ |
| 2012      | ф   | Гнев Титанов                  | Wrath of the Titans        | солдат №1    |
| 2012      | ф   | Отверженные                   | Les Misérables             | Грантер      |
| 2013      | ф   | Философы. Урок выживания      | After the Dark             | Энди         |
| 2013—2016 | с   | Викинги                       | Vikings                    | Этельстан    |
| 2014      | ф   | Кровавая луна                 | Blood Moon                 | Джейк Норман |
| 2015      | кор | Воскресный обед               | Le repas dominical         | голос        |
| 2015      | кор |                               | Blight                     | Кэри         |
| 2015—2018 | с   | Версаль                       | Versailles                 | Людовик XIV  |
| 2015      | кор |                               | The Tap Tap Lady           | Хью          |
| 2016      | ф   |                               | Holding on for a Good Time | Феллини      |
| 2016      | кор |                               | The Three of Us            | Чарли        |
| 2017      | с   | Чёрное зеркало: Повесь диджея | Black Mirror: Hang the DJ  | Ленни        |
| 2022      | ф   | Рубикон                       | Rubikon                    | Гэвин Эббот  |

## Награды
| Год  | Награда                                       | Категория                              | Фильм         | Результат |
| ---- | --------------------------------------------- | -------------------------------------- | ------------- | --------- |
| 2012 | Национальный совет кинокритиков США           | Лучший актёрский ансамбль              | «Отверженные» | Победа    |
| 2012 | Национальный совет кинокритиков США           | Лучший актёрский состав                | «Отверженные» | Победа    |
| 2012 | San Diego Film Critics Society                | Лучший актёрский состав                | «Отверженные» | Номинация |
| 2012 | Спутник                                       | Лучший актёрский состав в игровом кино | «Отверженные» | Победа    |
| 2012 | Washington D.C. Area Film Critics Association | Лучший актёрский ансамбль              | «Отверженные» | Победа    |
| 2013 | Премия Гильдии киноактёров США                | Лучший актёрский состав в игровом кино | «Отверженные» | Номинация |